# WAFU Nations Cup 2017
In 2017 werd de derde editie van de WAFU Nations Cup gespeeld. Het voetbaltoernooi was van 9 tot en met 24 september 2017 in Ghana. Het gastland werd voor de tweede keer kampioen en prolongeert daarmee de titel. In de finale won Ghana van Nigeria met 4–1. Niger werd derde.

## Deelnemende landen
De loting voor de eerste ronde vond plaats op donderdag 27 juli 2017 in het Labadi Beach Hotel in Accra, Ghana. Er zijn wedstrijden in 2 zones. De winnaars van de wedstrijden in zone A zullen terechtkomen in poule A, de winnaars van zone B komen terecht in poule B. De wedstrijden vinden plaats in 2 stadions. De meeste wedstrijden worden gespeeld in het Cape Coast Sportstadion in Cape Coast. Omdat er ook wedstrijden tegelijk gespeeld moeten worden, de laatste speelronde in de groepsfase, zullen er ook wedstrijden in het Nduom Sportstadion, in Elmina, zijn. Bij de loting werd rekening gehouden met de FIFA-wereldranglijst van juni 2017. Bij de loting konden de 4 hoogst geklasseerde landen uit de WAFU Zone A niet tegen de 4 hoogst geklasseerde landen uit WAFU Zone B loten.
| WAFU − Zone A                                      | WAFU − Zone A                                                        | WAFU − Zone B                                            | WAFU − Zone B                                   |
| -------------------------------------------------- | -------------------------------------------------------------------- | -------------------------------------------------------- | ----------------------------------------------- |
| Senegal (27) Mali (66) Guinee (72) Kaapverdië (84) | Guinee-Bissau (103) Mauritanië (104) Sierra Leone (113) Gambia (164) | Nigeria (38) Burkina Faso (41) Ivoorkust (47) Ghana (49) | Benin (81) Togo (112) Niger (130) Liberia (151) |

## Eerste ronde
Zone A
|                                                 |                      |       |        |                                                                             |
| 9 september 2017 «onderlinge duels» 15:00 (UTC) | Ghana                | 1 − 0 | Gambia | Cape Coast Sportstadion, Cape Coast Scheidsrechter: Boukari Ouedraogo (BUR) |
| 9 september 2017 «onderlinge duels» 15:00 (UTC) | Vincent Atinga 90+5' |       |        | Cape Coast Sportstadion, Cape Coast Scheidsrechter: Boukari Ouedraogo (BUR) |

|                                                  |                                      |       |                    |                                                                                 |
| 10 september 2017 «onderlinge duels» 18:00 (UTC) | Guinee                               | 2 − 1 | Guinee-Bissau      | Cape Coast Sportstadion, Cape Coast Scheidsrechter: Kouassi Fredéric Biro (CIV) |
| 10 september 2017 «onderlinge duels» 18:00 (UTC) | Sekou Keita 32' Abdoulaye Camara 40' |       | 15' Gilson Correia | Cape Coast Sportstadion, Cape Coast Scheidsrechter: Kouassi Fredéric Biro (CIV) |

|                                                  |                                          |       |                           |                                                                        |
| 11 september 2017 «onderlinge duels» 15:00 (UTC) | Mali                                     | 3 − 1 | Mauritanië                | Cape Coast Sportstadion, Cape Coast Scheidsrechter: Daouda Gueye (SEN) |
| 11 september 2017 «onderlinge duels» 15:00 (UTC) | Mandala Konte 30' Moussa Kone 88', 90+1' |       | 36' Cheikh El Voulani Ely | Cape Coast Sportstadion, Cape Coast Scheidsrechter: Daouda Gueye (SEN) |

|                                                  |                                 |       |              |                                                                          |
| 11 september 2017 «onderlinge duels» 18:00 (UTC) | Nigeria                         | 2 − 0 | Sierra Leone | Cape Coast Sportstadion, Cape Coast Scheidsrechter: Yanissou Bebou (TOG) |
| 11 september 2017 «onderlinge duels» 18:00 (UTC) | Okoro Moses 84' Eneji Moses 87' |       |              | Cape Coast Sportstadion, Cape Coast Scheidsrechter: Yanissou Bebou (TOG) |

Zone B
|                                                 |         |                  |         |                                                                     |
| 9 september 2017 «onderlinge duels» 18:00 (UTC) | Senegal | 0 − 0 (pen. 5−4) | Liberia | Cape Coast Sportstadion, Cape Coast Scheidsrechter: Baba Léno (GUI) |
| 9 september 2017 «onderlinge duels» 18:00 (UTC) |         |                  |         | Cape Coast Sportstadion, Cape Coast Scheidsrechter: Baba Léno (GUI) |

|                                                  |                        |       |                                                          |                                                                         |
| 10 september 2017 «onderlinge duels» 15:00 (UTC) | Burkina Faso           | 1 − 2 | Niger                                                    | Cape Coast Sportstadion, Cape Coast Scheidsrechter: Daniel Laryea (GHA) |
| 10 september 2017 «onderlinge duels» 15:00 (UTC) | Hassamy Sansan Dah 59' |       | 34' Hainikoye Soumana Boubacar 71' Idrissa Garba Halidou | Cape Coast Sportstadion, Cape Coast Scheidsrechter: Daniel Laryea (GHA) |

|                                                  |           |                  |      |                                                                     |
| 12 september 2017 «onderlinge duels» 15:00 (UTC) | Ivoorkust | 0 − 0 (pen. 4−3) | Togo | Cape Coast Sportstadion, Cape Coast Scheidsrechter: Baba Léno (GUI) |
| 12 september 2017 «onderlinge duels» 15:00 (UTC) |           |                  |      | Cape Coast Sportstadion, Cape Coast Scheidsrechter: Baba Léno (GUI) |

|                               |                                        |       |            |                                                                       |
| 12 september 2017 18:00 (UTC) | Benin                                  | 2 − 0 | Kaapverdië | Cape Coast Sportstadion, Cape Coast Scheidsrechter: Jerry Yekeh (LBR) |
| 12 september 2017 18:00 (UTC) | Ibrahim Ogoulola 63' Agnide Osseni 90' |       |            | Cape Coast Sportstadion, Cape Coast Scheidsrechter: Jerry Yekeh (LBR) |

## Groepsfase

### Groep A
De landen die in de eerste ronde in 'Zone A' spelen worden in deze poule geplaatst.
| Pos | Land    | Wed | Win | Gel | Ver | DV | DT | +/− | Pnt |
| --- | ------- | --- | --- | --- | --- | -- | -- | --- | --- |
| 1   | Ghana   | 3   | 2   | 0   | 1   | 3  | 2  | +1  | 6   |
| 2   | Nigeria | 3   | 1   | 2   | 0   | 2  | 0  | +2  | 5   |
| 3   | Mali    | 3   | 0   | 2   | 1   | 1  | 2  | −1  | 2   |
| 4   | Guinee  | 3   | 0   | 2   | 1   | 1  | 3  | −2  | 2   |

|                                                  |      |       |         |                                                                                 |
| 14 september 2017 «onderlinge duels» 15:00 (UTC) | Mali | 0 − 0 | Nigeria | Cape Coast Sportstadion, Cape Coast Scheidsrechter: Kouassi Fredéric Biro (CIV) |
| 14 september 2017 «onderlinge duels» 15:00 (UTC) |      |       |         | Cape Coast Sportstadion, Cape Coast Scheidsrechter: Kouassi Fredéric Biro (CIV) |

|                                                  |                                   |       |        |                                                                          |
| 14 september 2017 «onderlinge duels» 18:00 (UTC) | Ghana                             | 2 − 0 | Guinee | Cape Coast Sportstadion, Cape Coast Scheidsrechter: Yanissou Bebou (TOG) |
| 14 september 2017 «onderlinge duels» 18:00 (UTC) | Samuel Sarfo 48' Kwame Kizito 77' |       |        | Cape Coast Sportstadion, Cape Coast Scheidsrechter: Yanissou Bebou (TOG) |

|                                                  |         |       |        |                                                                        |
| 16 september 2017 «onderlinge duels» 15:00 (UTC) | Nigeria | 0 − 0 | Guinee | Cape Coast Sportstadion, Cape Coast Scheidsrechter: Daouda Gueye (SEN) |
| 16 september 2017 «onderlinge duels» 15:00 (UTC) |         |       |        | Cape Coast Sportstadion, Cape Coast Scheidsrechter: Daouda Gueye (SEN) |

|                                                  |                     |       |      |                                                                       |
| 16 september 2017 «onderlinge duels» 18:00 (UTC) | Ghana               | 1 − 0 | Mali | Cape Coast Sportstadion, Cape Coast Scheidsrechter: Jerry Yekeh (LBR) |
| 16 september 2017 «onderlinge duels» 18:00 (UTC) | Winful Cobbinah 73' |       |      | Cape Coast Sportstadion, Cape Coast Scheidsrechter: Jerry Yekeh (LBR) |

|                                                  |       |                                          |         |                                                                                 |
| 18 september 2017 «onderlinge duels» 18:00 (UTC) | Ghana | 0 − 2                                    | Nigeria | Cape Coast Sportstadion, Cape Coast Scheidsrechter: Kouassi Fredéric Biro (CIV) |
| 18 september 2017 «onderlinge duels» 18:00 (UTC) |       | 52' Anthony Okpotu 55' Peter Eneji Moses |         | Cape Coast Sportstadion, Cape Coast Scheidsrechter: Kouassi Fredéric Biro (CIV) |

|                                                  |                          |       |                                  |                                                                    |
| 18 september 2017 «onderlinge duels» 18:00 (UTC) | Guinee                   | 1 − 1 | Mali                             | Nduom Sportstadion, Elmina Scheidsrechter: Boukari Ouedraogo (BUR) |
| 18 september 2017 «onderlinge duels» 18:00 (UTC) | Abdoulaye Naby Camara 7' |       | 78' (e.d.) Abdoulaye Naby Camara | Nduom Sportstadion, Elmina Scheidsrechter: Boukari Ouedraogo (BUR) |

### Groep B
De landen die in de eerste ronde in 'Zone B' spelen worden in deze poule geplaatst.
| Pos | Land      | Wed | Win | Gel | Ver | DV | DT | +/− | Pnt |
| --- | --------- | --- | --- | --- | --- | -- | -- | --- | --- |
| 1   | Benin     | 3   | 2   | 0   | 1   | 3  | 5  | −2  | 6   |
| 2   | Niger     | 3   | 1   | 1   | 1   | 3  | 3  | 0   | 4   |
| 3   | Senegal   | 3   | 1   | 1   | 1   | 5  | 2  | +3  | 4   |
| 4   | Ivoorkust | 3   | 0   | 2   | 1   | 0  | 1  | −1  | 2   |

|                                                  |                  |       |                                             |                                                                             |
| 15 september 2017 «onderlinge duels» 15:00 (UTC) | Senegal          | 1 − 2 | Niger                                       | Cape Coast Sportstadion, Cape Coast Scheidsrechter: Boukari Ouedraogo (BUR) |
| 15 september 2017 «onderlinge duels» 15:00 (UTC) | Assane Mbodj 61' |       | 29' Adebayor Zakari Adje 88' Issoufou Hinsa | Cape Coast Sportstadion, Cape Coast Scheidsrechter: Boukari Ouedraogo (BUR) |

|                                                  |           |                   |       |                                                                         |
| 15 september 2017 «onderlinge duels» 18:00 (UTC) | Ivoorkust | 0 − 1             | Benin | Cape Coast Sportstadion, Cape Coast Scheidsrechter: Daniel Laryea (GHA) |
| 15 september 2017 «onderlinge duels» 18:00 (UTC) |           | 40' Charbel Gomez |       | Cape Coast Sportstadion, Cape Coast Scheidsrechter: Daniel Laryea (GHA) |

|                                                  |           |       |       |                                                                     |
| 17 september 2017 «onderlinge duels» 15:00 (UTC) | Ivoorkust | 0 − 0 | Niger | Cape Coast Sportstadion, Cape Coast Scheidsrechter: Baba Léno (GUI) |
| 17 september 2017 «onderlinge duels» 15:00 (UTC) |           |       |       | Cape Coast Sportstadion, Cape Coast Scheidsrechter: Baba Léno (GUI) |

|                                                  |                                                                                  |       |       |                                                                           |
| 17 september 2017 «onderlinge duels» 18:00 (UTC) | Senegal                                                                          | 4 − 0 | Benin | Cape Coast Sportstadion, Cape Coast Scheidsrechter: Cecil Fleischer (GHA) |
| 17 september 2017 «onderlinge duels» 18:00 (UTC) | Moussa Djitte 29' Mohammed kane 39' Ablaye Diene 60' (pen.) Amadu Dia Ndiaye 85' |       |       | Cape Coast Sportstadion, Cape Coast Scheidsrechter: Cecil Fleischer (GHA) |

|                                                  |         |       |           |                                                                         |
| 19 september 2017 «onderlinge duels» 15:00 (UTC) | Senegal | 0 − 0 | Ivoorkust | Cape Coast Sportstadion, Cape Coast Scheidsrechter: Daniel Laryea (GHA) |
| 19 september 2017 «onderlinge duels» 15:00 (UTC) |         |       |           | Cape Coast Sportstadion, Cape Coast Scheidsrechter: Daniel Laryea (GHA) |

|                                                  |                         |       |                                          |                                                                  |
| 19 september 2017 «onderlinge duels» 18:00 (UTC) | Niger                   | 1 − 2 | Benin                                    | Nduom Sportstadion, Elmina Scheidsrechter: Cecil Fleischer (GHA) |
| 19 september 2017 «onderlinge duels» 18:00 (UTC) | Adebayor Zakari Adje 4' |       | 37' Rodrigue Fassinou 87' Jules Elegbede | Nduom Sportstadion, Elmina Scheidsrechter: Cecil Fleischer (GHA) |

## Knock-outfase
|  | Halve finale              | Halve finale              |   |                           | Finale                    | Finale |
|  |                           |                           |   |                           |                           |        |
|  | 21 september − Cape Coast |                           |   |                           |                           |        |
|  | Ghana                     | 2                         |   |                           |                           |        |
|  | Niger                     | 0                         |   |                           |                           |        |
|  |                           |                           |   |                           |                           |        |
|  |                           |                           |   |                           | 24 september − Cape Coast |        |
|  |                           |                           |   |                           | Ghana                     | 4      |
|  |                           | Nigeria                   | 1 |                           |                           |        |
|  |                           |                           |   |                           |                           |        |
|  |                           |                           |   |                           | Derde plaats              |        |
|  | 21 september − Cape Coast | 21 september − Cape Coast |   | 24 september − Cape Coast | 24 september − Cape Coast |        |
|  | Benin                     | 0                         |   | Benin                     | 1                         |        |
|  | Nigeria                   | 1                         |   |                           | Niger                     | 2      |

### Halve finale
|                                                  |       |               |         |                                                                     |
| 21 september 2017 «onderlinge duels» 15:00 (UTC) | Benin | 0 − 1         | Nigeria | Cape Coast Sportstadion, Cape Coast Scheidsrechter: Baba Léno (GUI) |
| 21 september 2017 «onderlinge duels» 15:00 (UTC) |       | 10' Rabiu Ali |         | Cape Coast Sportstadion, Cape Coast Scheidsrechter: Baba Léno (GUI) |

|                                                  |                                           |       |       |                                                                          |
| 21 september 2017 «onderlinge duels» 18:00 (UTC) | Ghana                                     | 2 − 0 | Niger | Cape Coast Sportstadion, Cape Coast Scheidsrechter: Yanissou Bebou (TOG) |
| 21 september 2017 «onderlinge duels» 18:00 (UTC) | Kwame Kizito 31' Kwadwo Stephen Sarfo 79' |       |       | Cape Coast Sportstadion, Cape Coast Scheidsrechter: Yanissou Bebou (TOG) |

### Troostfinale
|                                                  |                 |       |                                                              |                                                                             |
| 24 september 2017 «onderlinge duels» 14:00 (UTC) | Benin           | 1 − 2 | Niger                                                        | Cape Coast Sportstadion, Cape Coast Scheidsrechter: Boukari Ouedraogo (BUR) |
| 24 september 2017 «onderlinge duels» 14:00 (UTC) | Nabil Yarou 90' |       | 30' Idrissa Garba Halidou 85' Zakari Adebayor Adje Victorien | Cape Coast Sportstadion, Cape Coast Scheidsrechter: Boukari Ouedraogo (BUR) |

### Finale
|                                                  |                                                                                      |       |                 |                                                                        |
| 24 september 2017 «onderlinge duels» 18:00 (UTC) | Ghana                                                                                | 4 − 1 | Nigeria         | Cape Coast Sportstadion, Cape Coast Scheidsrechter: Daouda Gueye (SEN) |
| 24 september 2017 «onderlinge duels» 18:00 (UTC) | Kwadwo Stephen Sarfo 44', 78' Vincent Adaeh Antigah 60' Cobbinah Winful Essuah 90+3' |       | 90+5' Rabiu Ali | Cape Coast Sportstadion, Cape Coast Scheidsrechter: Daouda Gueye (SEN) |

| Winnaar WAFU Nations Cup 2017 |
| ----------------------------- |
|                               |
| GHANA Tweede titel            |

## Prijzengeld
| Resultaat                 | Prijzengeld (US Dollars) |
| ------------------------- | ------------------------ |
| Winnaar                   | $100.000                 |
| Tweede                    | $50.000                  |
| Derde                     | $25.000                  |
| Vierde                    | $10.000                  |
| Halvefinalist             | $10.000                  |
| Groepsfase (tweede ronde) | $5.000                   |

1. ↑  (en)  2017 WAFU Nations Cup: Ghana to kick off against The Gambia. citifmonline.com (28 juli 2017).
2. ↑  (en)  Ghana 2017 FoX Sports WAFU Cup of nations draw. The Ghana Guardian (27 juli 2017). [dode link]
3. ↑  (en)  FIFA/Coca-Cola World Ranking. FIFA (1 juni 2017). Gearchiveerd op 28 juli 2017. Geraadpleegd op 31 juli 2017.
4. ↑  (en)  live Ghana Gambia 2017 wafu championsship
5. ↑  (en)  Guinea vs Guinea Bissau op wafucup.com
6. ↑  (en)  Mali vs Mauritania op wafucup.com
7. ↑  (en)  Nigeria vs Sierra Leone op wafucup.com
8. ↑  (en)  Wafu Nations cup Senegal edge Liberia on penalties to reach group stage
9. ↑  (en)  Burkina Faso Niger op www.livebet.com
10. ↑  (en)  Burkina Faso Niger set for WAFU showdown op wafucup.com
11. ↑  (en)  Cote d'Ivoire vs Togo op wafucup.com
12. ↑  (en)  Benin vs Cape Verde op wafucup.com
13. ↑  (en)  Mali vs Nigeria op wafucup.com
14. ↑  (en)  Ghana vs Guinee op wafucup.com
15. ↑  (en)  Guinee vs Nigeria op wafucup.com
16. ↑  (en)  Ghana vs Mali op wafucup.com
17. ↑  (en)  Ghana vs Nigeria op wafucup.com
18. ↑  (en)  Guinee vs Mali op wafucup.com
19. ↑  (en)  Senegal vs Niger op wafucup.com
20. ↑  (en)  Ivoorkust vs Benin op wafucup.com
21. ↑  (en)  Niger vs Ivoorkust op wafucup.com
22. ↑  (en)  Senegal vs Benin op wafucup.com
23. ↑  (en)  Senegal vs Ivoorkust op wafucup.com
24. ↑  (en)  Niger vs Benin op wafucup.com
25. ↑  (en)  Ghana vs Niger op wafucup.com
26. ↑  (en)  Benin vs Nigeria op wafucup.com
27. ↑  (en)  Niger vs Benin op wafucup.com
28. ↑  (en)  Ghana vs Nigeria op wafucup.com
29. ↑  (en)  REVEALED: $100,000 prize money for Wafu Tournament winner. starrsportsgh.com (27 juli 2017). Gearchiveerd op 28 juli 2017. Geraadpleegd op 31 juli 2017.